# توبياس فورنوكس
توبياس فورنوكس (بالإنجليزية: Tobias Furneaux) الكابتن توبياس فورنو (18 سبتمبر 1781 -21 أغسطس 1735).كان الملاح الإنجليزي وضابط البحرية الملكية، الذي رافق جيمس كوك في رحلته الثانية من التنقيب - كان ض أول من أبحر حول العالم في كلا الاتجاهين.
ولدت في بيت Swilly بالقرب من بليموث، وهو ابن وليام فورنوكس . دخل البحرية الملكية، وكان يعمل على السواحل الفرنسية والأفريقية وجزر الهند الغربية خلال الجزء الأخير من حرب السنوات السبع (1760-1763). شغل منصب ملازم ثان في سفينة دولفين تحت الكابتن صمويل واليس على مدار رحلة هذا الأخير في العالم (أغسطس 1766 - مايو 1768).
في نوفمبر 1771، أعطيت الأوامر لبدء المغامرات، حيث رافق جيمس كوك (في القرار) في رحلته الثانية. حتى 14 أكتوبر 1774، تاريخ عودته إلى إنكلترا. بمناسبة السابق استكشاف انه جزء كبير من سواحل جنوب وشرق أرض فان ديمن (تسمانيا الآن)،
وقام النقيب Furneaux في 1775. خلال الحرب الثورية الأمريكية، أمر بدء صفارة الإنذار في الهجوم البريطاني 28 يونيو 1776 على تشارلستون بولاية ساوث كارولينا.